# Idea Cellular
Idea Cellular est un opérateur de réseau mobile, basé à Bombay en Inde. Il est fondé en 1995. Aditya Birla Group possède actuellement 49,05 % d'Idea Cellular, quand Axiata en possède 19,96 % et Providence Equity 10,6 %.

## Histoire
En mars 2017, Vodafone annonce la formation d'une coentreprise avec Idea Cellular, créant le plus imposant opérateur télécom d'Inde, cette annonce fait suite à l'arrivée sur ce marché de Jio, un opérateur télécom ayant eu une politique tarifaire agressive en Inde. Vodafone devrait avoir 45,1 % de ce nouvel ensemble. La fusion d’Idea Cellular et de Vodafone India doit accoucher du deuxième plus grand groupe de télécoms au monde, derrière China Mobile, avec plus de 410 millions d’abonnés. 